# Theodora leker med elden
Theodora leker med elden (eng. Theodora Goes Wild) är en amerikansk långfilm från 1936 i regi av Richard Boleslawski, med Irene Dunne, Melvyn Douglas, Thomas Mitchell och Thurston Hall i rollerna. Filmen blev Oscarsnominerad för Bästa kvinnliga huvudroll för Irene Dunne och för Bästa klippning.

## Handling
Theodora Lynn (Irene Dunne) är en tillknäppt proper dam, men under en pseudonym har hon skrivit en skandalbok som har fått hemstadens litterära kretsar i gungning. När filmen ska publiceras i New York förälskar hon sig i mannen som ska illustrera boken och förvecklingar uppstår.

## Om filmen
Innan denna film hade Dunne varit med i främst dramatiska filmer. Theodora leker med elden var hennes första komedi och filmens succé gjorde att hon fortsatte att göra filmer i samma genre. I Sverige hade filmen premiär den 18 januari 1937 på biograferna Rialto och Rivoli i Stockholm, dagen efter regissörens bortgång.

## Rollista

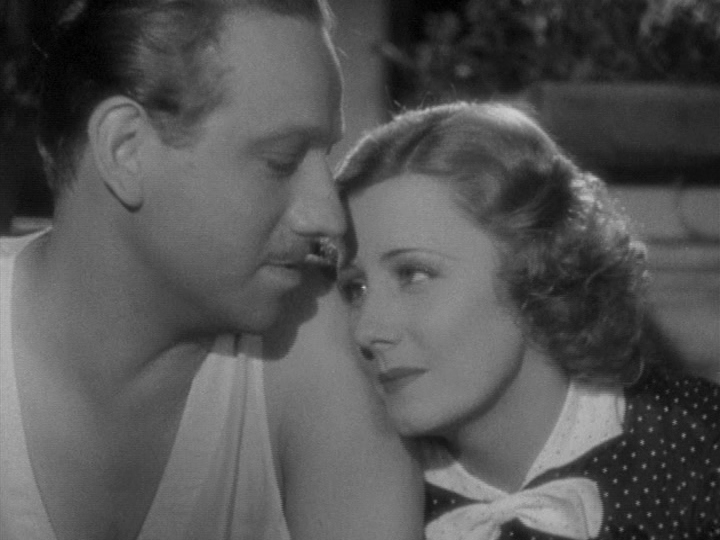
Irene Dunne och Melvyn Douglas i Theodora leker med elden

| Irene Dunne      | – Theodora Lynn          |
| Melvyn Douglas   | – Michael Grant          |
| Thomas Mitchell  | – Jed Waterbury          |
| Thurston Hall    | – Arthur Stevenson       |
| Rosalind Keith   | – Adelaide Perry         |
| Elisabeth Risdon | – Aunt Mary Linn         |
| Margaret McWade  | – Aunt Elsie Linn        |
| Spring Byington  | – Rebecca Perry          |
| Nana Bryant      | – Ethel Stevenson        |
| Henry Kolker     | – Jonathan Grant         |
| Leona Maricle    | – Agnes Grant            |
| Robert Greig     | – Uncle John Lynn        |
| Frederick Burton | – Governor Stephen Wyatt |

## Radio
Orson Welles adapterade filmen för sin Mercury Theatre teatergrupp och resultatet sändes i radioprogrammet The Campbell Playhouse den 14 januari 1940. Loretta Young spelade här Irene Dunnes huvudroll.